# Ривињано
Ривињано (итал. Rivignano) је насеље у Италији у округу Удине, региону Фурланија-Јулијска крајина.
Према процени из 2011. у насељу је живело 3541 становника. Насеље се налази на надморској висини од 14 м.

## Становништво
Према резултатима пописа становништва 2011. у општини је живело 4.449 становника.
| 1936. | 1951. | 1961. | 1971. | 1981. | 1991. | 2001. | 2011. |
| ----- | ----- | ----- | ----- | ----- | ----- | ----- | ----- |
| 4.256 | 4.356 | 4.053 | 3.853 | 4.013 | 3.938 | 4.015 | 4.449 |

## Партнерски градови
- Pörtschach am Wörthersee